# 森下愛子
森下 愛子（もりした あいこ、1958年〈昭和33年〉4月8日 - ）は、日本の元女優。本名は吉田 佳代（よしだ かよ、旧姓：竹田（たけだ）。東京都武蔵野市出身。麹町学園女子高等学校卒業。夫はシンガーソングライターの吉田拓郎。
身長160cm。B80cm、W58cm、H84cm（1979年3月）。

## 経歴
両親は佳代が保育児のとき離婚。以降は父と会っていない。母は都市銀行の寮母として働き、佳代は一人っ子で、母娘でその寮で育った。
高校1年生の時に山手線のホームで、スカイコーポレーションの社長にスカウトされ、モデルとしてデビュー。芸名は字画に凝っていた母が付けた。CMタレントなどで活動。
1977年に『地獄の天使 紅い爆音』（東映）でデビュー。
1978年に出演した『サード』で体当たりの演技を見せた注目を浴びる。
1983年、吉田拓郎と不倫関係にあると報道され、吉田と当時吉田の妻であった浅田美代子は離婚を否定したものの、1年後に協議離婚。
その後、1986年に吉田と結婚。その後は体調を崩し、1988年から芸能活動を一時休止。当時出演を開始した『やっぱり猫が好き』は第1話のみ出演して降板、その後番組の設定や方向性の見直しが行われた。
1999年に『美しい人』で復帰。2000年以降は宮藤官九郎脚本の作品に常連出演していた。
2003年に吉田が肺癌摘出手術を受けた際には精神的に支えるなど、良好な夫婦関係が報道されている。
2020年4月30日をもって公式ウェブサイトを閉鎖。翌2021年4月9日放送のラジオ番組『吉田拓郎のオールナイトニッポンGOLD』で「1年前にリタイアを決断している」と吉田より報告された。

## 人物
芸名は、3歳の時からバレエをやっていた自身にとって憧れの一人でもあったバレリーナの森下洋子に因んだもの。愛子の名前は字画数の良さから選んだ。

## 出演

### テレビドラマ
- かあさん堂々（1977年）
- 人形佐七捕物帳 第30話「毒蛇に噛まれた心」（1977年） - お静
- いつか見た青空（1977年、東海テレビ）
- 赤い激突（1978年、TBS） - 大谷百合
- 緑の夢を見ませんか?（1978年、テレビ朝日）
- 明日の刑事 第60話「鈴木刑事に隠し子がいた!!」- 前田蘭子 （1979年、TBS）
- 土曜ワイド劇場（テレビ朝日）
  - 「松本清張の聞かなかった場所」（1979年） - 美弥子
  - 「牟田刑事官事件ファイル」 第1作「事件の眼 信濃路にいた女」（1983年10月15日） - 加藤菊枝
- 銀河テレビ小説（NHK）
  - 欲しがりません勝つまでは（1979年） - 船本
  - 無人駅（1986年）
  - 姉（1988年12月21日）
- 太陽にほえろ! 第339話「暴発」（1979年、日本テレビ・東宝） - 洋子
- 特捜最前線 第105話「さようなら、高杉刑事!」（1979年、テレビ朝日・東映） - 三原ゆか
- 白昼の死角（1979年、毎日放送） - 藤井たか子 役
- 愛ってなんですか 第8回「勇気があれば」（1979年、フジテレビ）- 光子
- 駆け込みビル7号室 第4話（1979年） - 陽子
- あゝ野麦峠（1980年、TBS） - ヨシ
- 港町純情シネマ（1980年、TBS） - 加代
- 男子の本懐 (1981年1月4日、NHK) - 原山友子
- ドラマ人間模様（NHK）
  - 万葉の娘たち（1981年）
  - 蒼い光芒（1981年）
  - まあええわいな（1983年）
- 探偵同盟（1981年、フジテレビ）
- 思えば遠くへ来たもんだ（1981年） - 清水鹿子
- プロハンター  第6話（1981年、日本テレビ・セントラル・アーツ）
- 時代劇スペシャル「仇討選手」（1981年、フジテレビ） - お静
- われら動物家族（1981年、TBS）
- 万葉の女たち　(1981年、NHK) - 金森義子
- ザ・サスペンス
  - 「陽のあたる場所」（1982年4月10日、TBS） - ルイ子
  - 「霧の神話」（1983年2月12日、TBS）
  - 「べんり屋平さん事件簿・代理出産の秘密」（1983年5月7日、TBS）
  - 「ふたりの恋人」（1984年8月7日、TBS）
- ちょっと神様（1982年、TBS）
- 御宿かわせみ 第2シリーズ 第16話「冬の桜」（1983年、NHK） - おこの
- あとは寝るだけ（1983年、テレビ朝日）
- 火曜サスペンス劇場「重婚」（1983年、日本テレビ）
- 別れていい友（1983年、フジテレビ） - 野村由美子
- うちの子にかぎって（1984年・1985年・1986年特番・1987年特番、TBS） - 石橋涼子
- 春の波涛（1985年、NHK）
- 裸の大将 第16話「キヨシのおむすび縁むすび」（1985年8月18日、KTV・東阪企画） - 旅籠の娘
- 金曜日には花を買って（1986年）
- 夏樹静子サスペンス 遺書二つ (1986年4月21日、KTV)
- ママはアイドル!（1987年、TBS）
- ドラマ女の手記「夫を交換した妻たちの体験」（1987年、TX）
- ドラマ23（ダブルベッド）「さまざまな夜」（1988年、TBS）
- 火曜サスペンス劇場「三日間の悪夢～新婚の妻が突然消えた！残されたピンクのドレスと黒い靴の謎～」（1988年、日本テレビ）
- 土曜ドラマスペシャル・嫉妬のウエディングドレス（1988年8月20日、TBS） - 北御門水江 役[8]
- やっぱり猫が好き（1988年、フジテレビ）※第1話のみ出演し病気のため降板
- 美しい人（1999年、TBS）
- 池袋ウエストゲートパーク（2000年、TBS） - 真島リツコ
- 月曜ドラマスペシャル「雨に眠れ」（2000年、TBS） - 中原恵理子
- 17年目のパパへ（2001年、TBS） - 辻沢まちこ（仁子の母）
- 天国に一番近い男（2001年） - 隠岐之島章子
- お前の諭吉が泣いている（2001年、テレビ朝日）
- 木更津キャッツアイ（2002年、TBS） - ローズ
- 空から降る一億の星（2002年、フジテレビ） - 杉田琴子 [9]
- 東京庭付き一戸建て（2002年、日本テレビ） - 溜山春海
- 明智小五郎対怪人二十面相（2002年、TBS） - 相川夫人
- 衛星ドラマ劇場 ビタミンF（2002年7月、NHK） - 高木和美
- 僕の生きる道（2003年、フジテレビ）
- マンハッタンラブストーリー（2003年、TBS）
- WATER BOYS2（2004年、フジテレビ） - 矢沢薫
- 一番大切なデート 東京の空・上海の夢（2004年8月、TBS） - 萩原百合子
- タイガー&ドラゴン（2005年、TBS） - 水越小春
- 劇団演技者。 第14回公演作：ロンリー・マイルーム（2005年11月9日 - 11月30日・12月7日、フジテレビ）
- やがて来る日のために（2005年5月6日、フジテレビ） - 秋月令子
- 土曜ドラマ（NHK）
  - マチベン（2006年5月13日）第5話 - 深川八重子
  - 遥かなる絆（2009年4月 - 5月）
- ハタチの恋人（2007年、TBS）
- 流星の絆（2008年、TBS） - 戸神貴美子
- 金曜ドラマ 行列48時間（2009年10月 - 11月、NHK） - 宝福聡子
- うぬぼれ刑事（2010年7月 - 9月、TBS） - 玲子ママ
- 純と愛（2012年10月 - 2013年3月、NHK） - 狩野晴海
- ごめんね青春!（2014年、TBS） - 原みゆき
- 監獄のお姫さま（2017年10月 - 12月、TBS） - 足立明美 [10]

### 映画
- 地獄の天使 紅い爆音（1977年、東映） - 麻緒
- サード（1978年、ATG） - 新聞部
- 皮ジャン反抗族（1978年、東映） - マヨ
- ダブル・クラッチ（1978年、松竹） - 平岩和子
- 十代 恵子の場合（1979年、東映） - 高野恵子（初主演作）
- 俺たちの交響楽（1979年、松竹） - 佐久間弓子
- もっとしなやかに もっとしたたかに（1979年、日活） - 田口彩子
- 十八歳、海へ（1979年、日活） - 有島佳
- 処刑遊戯（1979年、東映）- 田山恵子
- トラック野郎・故郷特急便（1979年、東映） - 西尾風美子
- 俺達に墓はない（1979年、東映セントラルフィルム） - サイクリングの女
- 総長の首（1979年、東映） - 春海ナナ子
- 影の軍団 服部半蔵（1980年、東映） - 千里（織江）
- とりたての輝き（1981年、東映） - 桂子
- 魔性の夏 四谷怪談より（1981年、松竹） - うめ
- 人生劇場（1983年、東映） - 小岸照代
- 火まつり（1985年、シネセゾン） - 保母
- ボクの女に手を出すな（1986年、東映） - 米倉妙子
- バカヤロー! 私、怒ってます第一話「食べてどこがいけないの?」（1988年、松竹） - 厚木千恵子
- 木更津キャッツアイ 日本シリーズ（2003年、アスミック・エース） - ローズ
- 真夜中の弥次さん喜多さん（2005年）
- 木更津キャッツアイ ワールドシリーズ（2006年、アスミック・エース） - ローズ
- シムソンズ（2006年） - 伊藤佳子
- 涙そうそう（2006年、東宝）
- アルゼンチンババア（2007年） - 滝本早苗
- 築地魚河岸三代目（2008年、松竹） - 順子
- 宇宙兄弟（2012年、東宝） - 南波家の母

### 舞台
- Mr. SLIM総集編〜ヘッドライト （1979年12月28日 - 31日、PARCO劇場） - 愛子
- 雪国（芸術座） - 葉子

### テレビ番組
- オレたちひょうきん族（1982年12月4日、フジテレビ）
- 今夜は最高!（1983年2月19日 - 26日、日本テレビ）
- タケちゃんの思わず笑ってしまいました（フジテレビ）
- 笑っていいとも!（1983年3月30日・1985年4月3日・2000年12月15日・2002年6月24日・2003年2月10日、フジテレビ）
- 徹子の部屋（1984年3月12日・2006年2月6日・2016年8月11日、テレビ朝日）
- おしゃべり人物伝（NHK）
- ジャパン☆ウォーカー（2001年10月-2002年3月、日本テレビ）
- TVおじゃマンボウ（2001年10月13日・2002年7月27日・2002年8月31日、日本テレビ）
- メントレG（2002年2月1日、フジテレビ）
- さんまのまんま（2002年8月16日、フジテレビ）
- 深夜の星「木更津キャッツアイ」（2003年10月30日、TBS）
- おしゃれカンケイ（2004年2月29日、日本テレビ）
- 堂本兄弟スペシャル！ IN HAWAII PART2（2004年4月18日、フジテレビ）
- 堂本兄弟（2004年7月18日、フジテレビ）
- スタジオパークからこんにちは（2012年11月26日、NHK）

### CM
- サンロード 腕時計（1977年）
- エーザイ「セロポン」（1977年）
- サントリー『三十丸』（2008年）
- ソフトバンク「♬SoftBank Music Project スマホ舟」篇（2019年）- 母親[11]

## 写真集
- 篠山紀信 撮影『海へ私へ : 森下愛子写真集』〈写楽館シリーズ ; 2〉、小学館、1981年6月1日。